# Green Goblin
Green Goblin là bí danh của một vài siêu ác nhân hư cấu xuất hiện trong sách truyện tranh Mỹ, được phát hành bởi Marvel Comics. Hóa thân đầu tiên và được biết đến nhiều nhất là Norman Osborn, tạo ra bởi Stan Lee và Steve Ditko, được coi là kẻ thù của người Nhện. Ban đầu là một biểu hiện của chứng mất trí do hóa chất gây ra, những người khác như Harry Osborn, con trai của Norman sẽ đảm nhận vai trò này. Green Goblin là một siêu ác nhân theo chủ đề Halloween có vũ khí giống dơi, bóng ma và đèn lồng và trong hầu hết các hóa thân sử dụng ván di chuột hoặc tàu lượn để bay.
Nhà báo và nhà sử học truyện tranh Mike Conroy đã viết về nhân vật này: "Trong số những nhân vật siêu ác nhân đã làm khổ người nhện trong những năm qua, kẻ bất lương và đáng sợ nhất trong số chúng là Green Goblin." Green Goblin đã xuất hiện trên nhiều phương tiện truyền thông chuyển thể Người Nhện trong những năm qua, bao gồm các bộ phim, loạt phim hoạt hình truyền hình và trò chơi điện tử. Norman Osborn được thể hiện bởi Willem Dafoe trong bộ ba phim Spider-Man của Sam Raimi (2002–2007) và bộ phim thuộc Vũ trụ Điện ảnh Marvel Spider-Man: No Way Home (2021) và Chris Cooper trong phim The Amazing Spider-Man 2 (2014). Harry được James Franco thể hiện trong bộ ba Spider-Man và Dane DeHaan trong The Amazing Spider-Man 2.

## Lịch sử xuất bản
Theo Steve Ditko:
Tóm tắt nội dung của Stan cho Green Goblin có một đoàn làm phim đến địa điểm, tìm thấy một cỗ quan tài giống Ai Cập . Bên trong là một con quỷ thần thoại cổ đại, Green Goblin. Anh tự nhiên sống dậy. Riêng tôi, tôi đã thay đổi con quỷ thần thoại của Stan thành một nhân vật phản diện của con người. 
Green Goblin ra mắt trong The Amazing Spider-Man # 14. Vào thời điểm này, danh tính của anh ta vẫn chưa được biết đến, nhưng anh ta đã chứng tỏ được sự nổi tiếng và xuất hiện trở lại trong các số báo sau đó, điều này làm cho danh tính bí mật của anh ta trở nên rõ ràng hơn. Theo cả Stan Lee và John Romita, Sr., người thay thế Ditko làm nghệ sĩ của tựa phim, Lee luôn muốn Green Goblin là người mà Peter Parker biết, trong khi Ditko muốn danh tính thường dân của mình là một người chưa được giới thiệu.  Lee giải thích thêm:
Steve muốn anh ta hóa ra chỉ là một nhân vật nào đó mà chúng ta chưa từng thấy trước đây. Bởi vì, anh ấy nói, trong cuộc sống thực, rất thường một nhân vật phản diện hóa ra lại là một người nào đó mà bạn chưa từng biết. Và tôi cảm thấy rằng điều đó sẽ sai. Tôi cảm thấy, theo một nghĩa nào đó, nó sẽ giống như lừa người đọc. ... nếu đó là một người nào đó mà bạn không biết và chưa bao giờ gặp, thì việc theo dõi tất cả các manh mối có ích gì? Tôi nghĩ rằng điều đó làm người đọc thất vọng. 
Tuy nhiên, Lee đã mở đầu cho tuyên bố này bằng cách thừa nhận rằng, do trí nhớ kém của bản thân, anh ấy có thể đã nhầm lẫn Green Goblin với một nhân vật khác.  Hơn nữa, trong một bài luận trước đó, anh đã nói rằng anh không thể nhớ được việc Norman Osborn là Green Goblin là ý tưởng của anh hay của Ditko.  Ditko vẫn khẳng định rằng đó là ý tưởng của anh ấy, thậm chí còn tuyên bố rằng anh ấy đã quyết định nó trước khi câu chuyện Green Goblin đầu tiên kết thúc và rằng một nhân vật mà anh ấy đã vẽ trên nền của một bảng điều khiển duy nhất của Amazing Spider-Man # 23 là có nghĩa là Norman Osborn (người không được giới thiệu cho đến số 37).

Ditko rời bộ truyện với số 38, chỉ một số sau khi Norman Osborn được giới thiệu là cha của Harry Osborn. Vấn đề đầu tiên không có Ditko nhìn thấy Green Goblin được tiết lộ. John Romita, Sr., người thay thế Ditko làm nghệ sĩ của danh hiệu, nhớ lại:
Stan sẽ không thể chịu đựng được nếu Ditko làm câu chuyện và không tiết lộ rằng Green Goblin là Norman Osborn. Tôi không biết có nghi ngờ gì về việc Osborn là Yêu tinh. Tôi không biết rằng Ditko vừa mới coi Osborn như một con chó rơm. Tôi chỉ chấp nhận sự thật rằng đó sẽ là Norman Osborn khi chúng tôi lập mưu. Tôi đã theo dõi vài vấn đề cuối cùng và không nghĩ rằng có nhiều điều bí ẩn về nó. Nhìn lại, tôi nghi ngờ danh tính của Goblin sẽ được tiết lộ trong Amazing # 39 nếu Ditko ở lại. 
Trong câu chuyện mang tính bước ngoặt, "The Night Gwen Stacy Died" ( The Amazing Spider-Man # 121–122), Green Goblin giết Gwen Stacy và sau đó bỏ mạng trong cuộc chiến chống lại Spider-Man. Tuy nhiên, tác giả của câu chuyện, Gerry Conway, đã để Harry Osborn nhận dạng Green Goblin sau câu chuyện đó, sau đó nhận xét rằng "Tôi chưa bao giờ có ý định loại bỏ Green Goblin như một khái niệm". Việc Harry Osborn trở thành Green Goblin chủ yếu được đón nhận nồng nhiệt, với những người hâm mộ nhận xét rằng Harry còn đe dọa hơn cả cha của anh ấy.
Một số nhân vật khác sẽ mang danh tính Green Goblin, và nhà văn Roger Stern sau đó đã giới thiệu Hobgoblin để thay thế Green Goblin trở thành kẻ thù không đội trời chung của Spider-Man. Ngoài ra, một retcon trong "Clone Saga" đã xác định rằng Green Goblin ban đầu sống sót sau các sự kiện của The Amazing Spider-Man # 122 và đã đóng vai trò hậu trường trong các cuộc phiêu lưu của Spider-Man kể từ đó.

## Tiểu sử nhân vật hư cấu

### Norman Osborn
Norman Osborn là nhân vật đầu tiên và được biết đến nhiều nhất có liên hệ với bí danh Green Goblin, người đã phát triển thiết bị được những người khác sử dụng kể từ khi anh ta tiếp xúc với công thức của Goblin.

### Harry Osborn
Harold "Harry" Osborn là con trai của Norman Osborn và là nhân vật thứ hai sử dụng bí danh Green Goblin.

### Bart Hamilton
Tiến sĩ Barton "Bart" Hamilton là một nhà tâm lý học sinh ra ở Scarsdale, New York và là nhân vật thứ ba sử dụng bí danh Green Goblin. Khi Harry được chăm sóc y tế, bác sĩ Hamilton đã tìm cách khiến Harry chôn vùi cây cỏ là danh tính của Yêu tinh trong tiềm thức của Harry thông qua thôi miên. Tiến sĩ Hamilton sử dụng những bí mật này để trở thành Goblin thứ ba. Nhưng vì Harry không biết công thức Goblin tăng cường sức mạnh của Norman ở đâu, Hamilton không thể xác định được nó. Anh ta nảy ra một âm mưu phức tạp để giết Silvermane nhưng Harry lấy lại danh tính Goblin để ngăn chặn anh ta. Họ chiến đấu và Hamilton vô tình bị giết bởi một quả bom mà anh ta định giết Người Nhện.
Nhiều năm sau, có suy đoán rằng Hamilton là Hobgoblin nhưng điều này bị bác bỏ. Một Goblin có lẽ là Hamilton xuất hiện như một thành viên của hóa thân thứ hai của Legion of the Unliving do Grandmaster tạo ra. Sau khi đọ sức với Avengers, cả nhóm và chủ nhân của họ đều bị Death đánh bại. Trong cốt truyện của The Dead No More: The Clone Conspiracy, hình thức Goblin của Bart được nhân bản bởi công ty New U Technologies của Jackal.

## Sức mạnh và khả năng
Trong những lần xuất hiện đầu tiên, Green Goblin dường như là một người đàn ông bình thường (mặc dù rất nhanh nhẹn và thể thao), người có được sức mạnh của mình từ nhiều tiện ích của mình. Trong những lần xuất hiện sau này, người ta khẳng định rằng do "Công thức Goblin", Norman và hầu hết những người kế thừa nhân cách Green Goblin sở hữu sức mạnh siêu phàm (nâng chín tấn trong điều kiện tối ưu), tăng tốc độ, phản xạ, độ bền, trí thông minh và tỷ lệ hồi phục, trong khi Norman bắt đầu với một phần sức mạnh của hóa chất do một vết thương vô tình văng vào mặt trong thời gian người ta phải tắm trong đó đủ lâu để có được tác dụng đầy đủ trước khi phiên bản uống được tạo ra. Mặc dù chậm hơn nhiều so với những người như Wolverine, anh ta có thể tái tạo các mô và cơ quan bị hư hỏng. Tuy nhiên, nếu bị thương nặng, nó sẽ để lại sẹo trên cơ thể anh. Trí thông minh của anh ấy đã được nâng cao lên mức tài năng, mặc dù phải trả giá bằng sự tỉnh táo của anh ấy. Sự tham gia của anh ấy với Nhóm Năm người đã nới lỏng sự bám chặt của anh ấy vào thực tế, mặc dù anh ấy có thể duy trì một số vẻ tỉnh táo của mình thông qua các miếng dán da được xử lý hóa học. Khi không bị suy nhược bởi bệnh tâm thần, Osborn là một doanh nhân khôn ngoan, chiến lược gia bậc thầy và có tay nghề cao trong lĩnh vực điện tử, cơ khí, kỹ thuật và hóa học. Green Goblin được trang bị nhiều thiết bị kỳ dị. Anh ấy đi trên con dơi của mìnhhình dạng "Goblin Glider", một tàu lượn tên lửa cực kỳ nhanh và cơ động được trang bị nhiều loại vũ khí khác nhau. Các vũ khí khác mà Goblin sử dụng bao gồm Bom bí ngô gây cháy và Bom ma, lựu đạn phát ra khói và khí tương tự như đèn lồng và bóng ma, vũ khí ném giống như boomerang có lưỡi dao cạo được gọi là dơi dao cạo và găng tay được dệt bằng vi các sợi được nối mạch mà kênh phát xung phóng điện ở gần 10.000 vôn . Anh ta mặc một bộ trang phục màu xanh lá cây bên dưới dây xích chống đạn với một chiếc áo dài màu tím chồng lên nhau. Mặt nạ của anh ta có một bộ lọc khí tích hợp để giữ anh ta an toàn khỏi khí của chính mình.

### Goblin Glider
Trong lần xuất hiện đầu tiên của Green Goblin trong The Amazing Spider-Man # 14, anh ta cưỡi một cây chổi không cánh chạy bằng tên lửa bằng thép (không phải tàu lượn). Trong lần xuất hiện thứ hai trong The Amazing Spider-Man # 17, anh ấy thay đổi thành chiếc tàu lượn hình con dơi quen thuộc. Bộ điều khiển và bộ vi xử lý của Goblin Glider được đặt phía sau phần đầu của tàu lượn. Phi công được gắn vào tàu lượn thông qua điện từmóc vào cánh của tàu lượn. Nó có khả năng cơ động tốt và được điều khiển chủ yếu bằng cách nghiêng người, nhưng điều khiển bằng tay có sẵn phía sau đầu của tàu lượn. Goblin sau đó đã thêm điều khiển bằng giọng nói liên kết radio vào mặt nạ của mình. Tốc độ tối đa của nó là 90 dặm một giờ (140 km / h), và nó có thể chịu lực khoảng 400 lb (180 kg), mặc dù nó có thể nâng cao hơn trong thời gian ngắn. Bay với tốc độ tối đa khi đầy tải và đầy bình nhiên liệu sẽ làm cạn kiệt nguồn cung cấp nhiên liệu của nó trong khoảng một giờ.
Trong những lần xuất hiện sau đó của Goblin, tàu lượn sở hữu một loạt vũ khí, bao gồm tên lửa tầm nhiệt và thông minh, súng máy, lưỡi kéo dài, súng phun lửa và máy phóng / phân phối bom Bí ngô.

### Bom bí ngô, Bom ma và "Bag of Tricks"
Là một quả lựu đạn được Green Goblin sử dụng, Pumpkin Bomb giống như một chiếc đèn thần Jack-o'-lant thu nhỏ và khi ném, nó bốc cháy gần như không âm thanh và tạo ra đủ nhiệt để nung chảy qua một tấm thép dày 3 inch (76 mm). Goblin mang theo những thứ này và nhiều loại vũ khí khác, chẳng hạn như dơi dao cạo (tương tự như boomerang có lưỡi) và "Bom ma" thu nhỏ, trong một chiếc túi đeo trên vai mà anh ta gọi là "Bag of Tricks". Green Goblin có một loạt "Bom bí ngô" và "Bom ma" khác tùy ý sử dụng, bao gồm cả bom phun khói và khí gas. Một số giải phóng khí gây ảo giác, trong khi một số khác phát ra một hỗn hợp được tạo ra đặc biệt có tác dụng vô hiệu hóa giác quan người nhện của Người Nhện trong một khoảng thời gian giới hạn. Vẫn còn những người khác phát ra khí chống cháy,Ngọn đuốc của con người .  Tất cả những thứ này đều được phủ một lớp nhựa nhẹ.